# Baba Is You
『Baba Is You』はフィンランドのインディーゲーム開発者であるArvi Teikariによって開発されたパズルゲームである。PCとNintendo Switch向けに配信されている。

## 概要
本作は、将棋盤状に区切られたフィールド上で1マスずつ移動するキャラクターを操作し、岩などを押すことで目的のオブジェクトに重なればクリアというパズルゲームになっている。
プレイヤーは、いつでもアンドゥ(1手巻き戻す)とリトライ(最初からやり直し)が可能。
ステージには様々なオブジェクトに加え、名詞や動詞など多様な英単語ブロックが必ず配置されており、この単語を組み合わせた文がそのステージのルールとなる（初期配置で文章が組まれており、ステージ開始はそのルールとなる）。単語ブロックを並べ替えたり新しい文を作ることでステージのルールがリアルタイムに変化する。
例えば [BABA] [IS] [YOU] と単語が並んでいるとする。これはBABAというキャラクターがあなた(YOU)が操作する対象であるというルールを示している。この[BABA] を [WALL]に置き換えればWALLつまり壁オブジェクト全てが操作対象となる。一方で、単語を欠けさせて[YOU]が意味を成さない文にしてしまうと操作対象が無くなってしまうため操作不能となり、アンドゥかリトライの選択肢が現れる。操作しているキャラクターが触れたら消滅する文に直結するオブジェクトに触れて、[YOU]が操作するキャラクターが存在しなくなった場合や、[DEFEAT]の対象になっているキャラクターに接触した場合も同様となるなど、何らかの要因でやり直しとなるルールを直接変えたり、ルールを上書きして回避する必要がある。
[WIN]という英単語が示すオブジェクトに[YOU]のキャラクターが接触することでステージクリアとなる。例えば、[FLAG] [IS] [WIN]という順にブロックを並べられていれば、旗に到達するとステージクリアとなる事を意味するが、必ずしもFLAGという単語が用意されているとは限らず、何がゴール地点となるかはステージとプレイヤーの選択により変化する。。
[BABA] [IS] [NOT] [YOU] という文を作ると「BABAは操作キャラクターではない」というルールになり他にYOUの定義がなければ操作不能となるが、[NOT] [BABA] [IS] [YOU] とすれば「BABAではないオブジェクトは操作キャラクター」というルールに変わり、BABA以外の全てを操作できるようになる。このように、単語ブロックを押す事でゲームのルールを柔軟に作ったり変えたりしてWINを目指す。
本作には200以上のステージが用意されている。

## 開発
開発者のArvi Teikariは2017年にコペンハーゲンで開催されたゲームジャム「ノルディック・ゲームジャム」に参加した。その時の開発テーマ「Not There（そこにない）」を見たTeikariは「Not（ない）」の部分に注目し、物事の意味を逆転させるというコンセプトを思いついた。すなわち「Not There（Notはそこ）」とお題を解釈したのである。そして「Ice Is Not Melt（氷が溶けない）」という文をつくることで溶岩のそばに氷のブロックがあっても溶けなくなるというイメージが湧き、これにTeikariが今までプレイしてきたパズルゲーム『Stephen's Sausage Roll』『Snakebird』の要素を組み合わせた。当初は「言葉を押して文を作る」というコンセプトが面白いゲームになるかわからなかったというが、Teikariはこのゲームジャムで賞を受賞することができた。

## 受賞歴
- IGF Awards 2018 「Excellence In Design」「Best Student Game」[5]
- 日本ゲーム大賞2020 ゲームデザイナーズ大賞